# اسلحه و مرد (فیلم ۱۹۵۸)
اسلحه و مرد (به انگلیسی: Arms and the Man) (عنوان آلمانی: Helden) فیلمی آلمانی به کارگردانی فرانتس پتر ویرت در سال ۱۹۵۸ است. این فیلم بر اساس رمان اسلحه و مرد نوشته جرج برنارد شاو در سال ۱۸۹۴ ساخته شده است. این فیلم در سال ۱۹۵۸ نامزد دریافت جایزه اسکار بهترین فیلم غیر انگلیسی زبان شد.